# IC 3142-2
IC 3142-2 — галактика типу SB?    R () у сузір'ї Волосся Вероніки.
Цей об'єкт міститься в оригінальній редакції індексного каталогу.